# سوکارتسی ساکو
سوکارتسی ساکو (ارمنی: Սևքարեցի Սաքո؛ انگلیسی: Sevkaretsi Sako؛ ۱۴ ژانویهٔ ۱۸۷۰ – ۱۳ نوامبر ۱۹۰۸) انقلابی اهل ارمنستان و از اعضای فدراسیون انقلابی ارمنی بود.
او با انقلابیون برجسته ارمنی همچون سرکیس گوگونیان ،کریستاپور میکائلیان و استپان زوریان رابطه‌های دوستی داشت.

## زندگی
سوکارتسی ساکو در ۱۴ ژانویه ۱۸۷۰ در روستای سوکار در امپراتوری روسیه (هم اکنون در شمال ارمنستان) به دنیا آمد.
در سال ۱۸۹۲ ساکو به منظور تسهیل انتقال سربازان داوطلب ارمنی، ادوات و سلاح‌هایش به داخل ارمنستان غربی در صومعه دیرک در نزدیکی مرز ایران-ترکیه سکونت گزید.
در سال ۱۸۹۷ او در هیئت اعزامی خناسر به عنوان فرمانده گروه سواره نظام شرکت داشت. در نتیجه تهاجمی که این گروه به یکی از عشایر کرد بنام مازریک داشت حمله مبارزان انقلابی ارمنستان علیه عشیره مازریک پیروز شد. پس از این درگیری‌ها، سوکارتسی در اچمیادزین مستقر شد ولی بلافاصله به ارمنستان غربی رفت. در شهر وان ترکیه توسط پلیس دستگیر و به ۱۰۱ سال زندان محکوم شد. در سال ۱۹۰۱ به او این امکان داده شد که توسط یک دادگاه روسی محاکمه شود. در این دادگاه بود که حکم آزادی اش صادر شد. طی درگیری‌های ارمنی-تاتار که در سال ۱۹۰۵ وجود داشت ساکو گروه قزاق موسوم به شمس الدین را سازمان داد. بعد از این درگیری‌ها بود که به عنوان فرمانده سواره نظام به عضویت انقلاب مشروطه ایران درآمد.
وی در سیزدهم نوامبر سال ۱۹۰۸ در سن ۳۸ سالگی درگذشت.

## میراث
پس از درگذشت وی، خیابانی در ارمنستان بنام او نامگذاری شد. در سوکار روستای زادگاهش، به افتخار سوکارتسی ساکو یک مجسمه نیم تنه او نصب شده‌است. همچنین در سال ۱۹۵۹ کتابی در ۱۹۴ صفحه در شرح زندگی او به قلم وی والاتین V. Valatian به رشته تحریر درآمد.

## نگارخانه

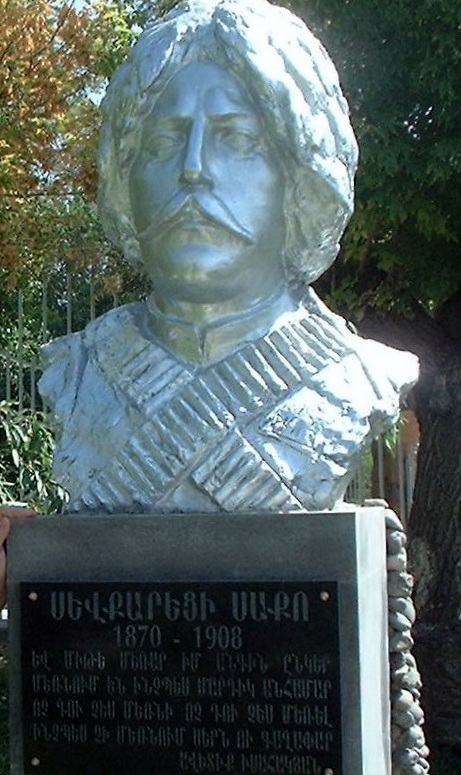
تندیس سوکارتسی ساکو، موزه فدایی آرمنی زوراوایر آندرانیک، ایروان (۲۰۰۹)